# Лекарство от меланхолии (сборник)
«Лекарство от меланхолии» (англ. A Medicine for Melancholy) — сборник рассказов американского писателя Рэя Брэдбери, опубликованный в 1960 году. В сборник вошли рассказы, написанные автором в 1948—1959 годах.

## Аннотация
В этом сборнике Брэдбери как никогда раньше фокусируется на людской психологии. Каждый рассказ описывает какую-то детальку, сторону или свойство человеческой натуры. Иногда коротким, но ярким штрихом, а иногда и как стержень рассказа. Иногда это преподносится тонким замечанием, а иногда — страшной догадкой. Именно потому эта книжка будет близка всякому читателю. Чтобы поговорить о глубоких вещах, писателю вовсе не обязательно всякий раз воздвигать громоздкие и сложные декорации или выдумывать необычные вещи, с которыми можно столкнуть обывателя. Поэтому от истории к истории Брэдбери переносит нас то на Венеру, то в заурядную квартиру, то в далёкое будущее, то на обычное побережье.

## Рассказы
- Погожий день (In a Season of Calm Weather) (1957)
- Дракон (The Dragon) (1955)
- Лекарство от меланхолии (A Medicine for Melancholy) (1959)
- Конец начальной поры (The End of the Beginning) (1956)
- Чудесный костюм цвета сливочного мороженого (The Wonderful Ice Cream Suit) (1958)
- Горячечный бред (Fever Dream) (1948)
- Примирительница (The Marriage Mender) (1954)
- Город, в котором никто не выходит (The Town Where No One Got Off) (1958)
- Запах сарсапарели (A Scent of Sarsaparilla) (1958)
- Икар Монгольфье Райт (Icarus Montgolfier Wright) (1956)
- Шлем (The Headpiece) (1958)
- Были они смуглые и золотоглазые (Dark They Were, and Golden-eyed) (1949)
- Улыбка (The Smile) (1952)
- Первая ночь великого поста (The First Night of Lent) (1956)
- Время уходить (The Time of Going Away) (1956)
- Всё лето в один день (All Summer in a Day) (1959)
- Подарок (The Gift) (1959)
- Страшная авария в понедельник на той неделе (The Great Collision of Monday Last)
- Маленькие мышки (The Little Mice) (1955)
- Берег на закате (The Shore Line at Sunset) (1959)
- Земляничное окошко (The Strawberry Window) (1954)
- Пришло время дождей (The Day it Rained Forever) (1959)